# Església de Santa Caterina (València)

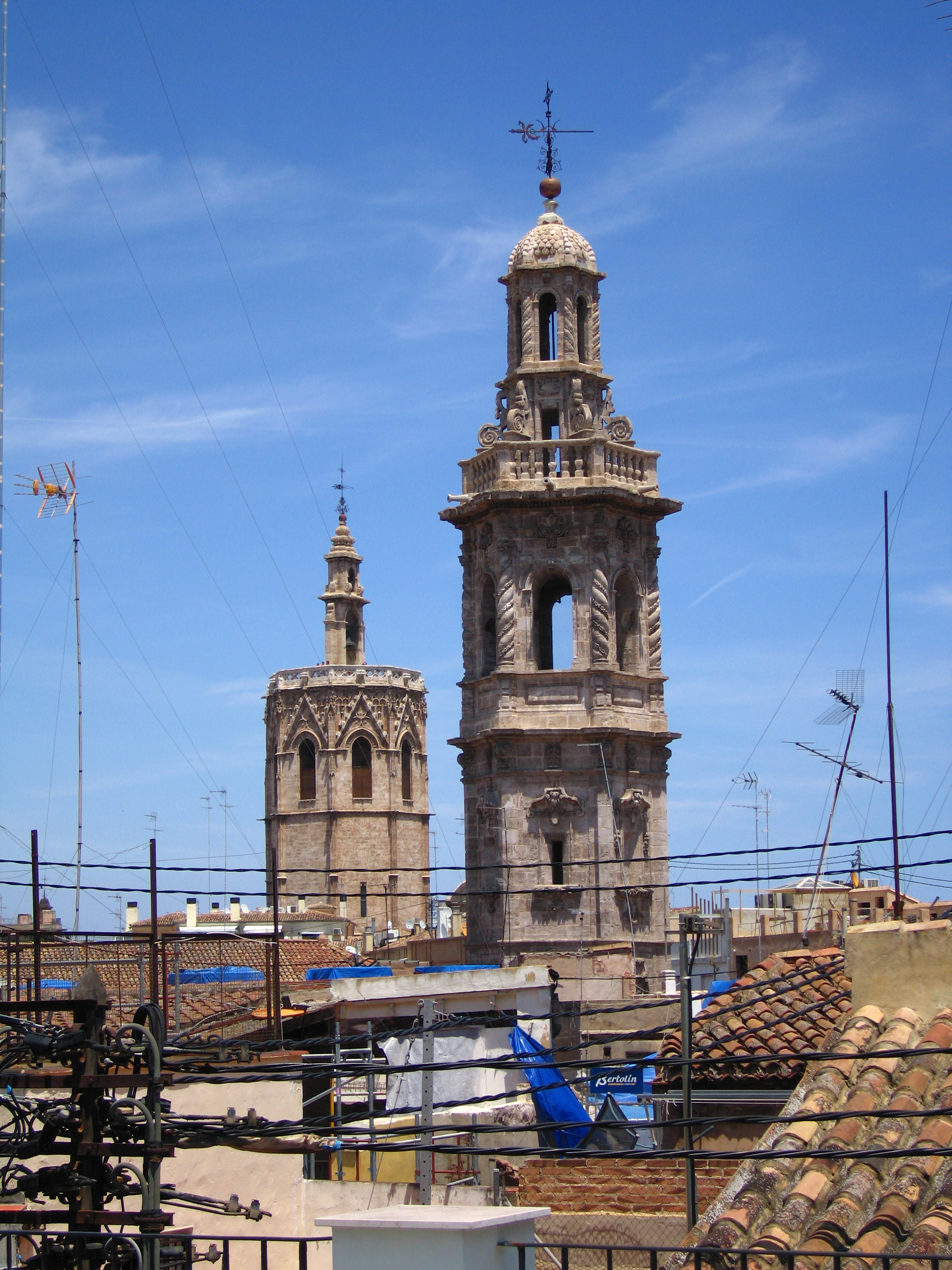

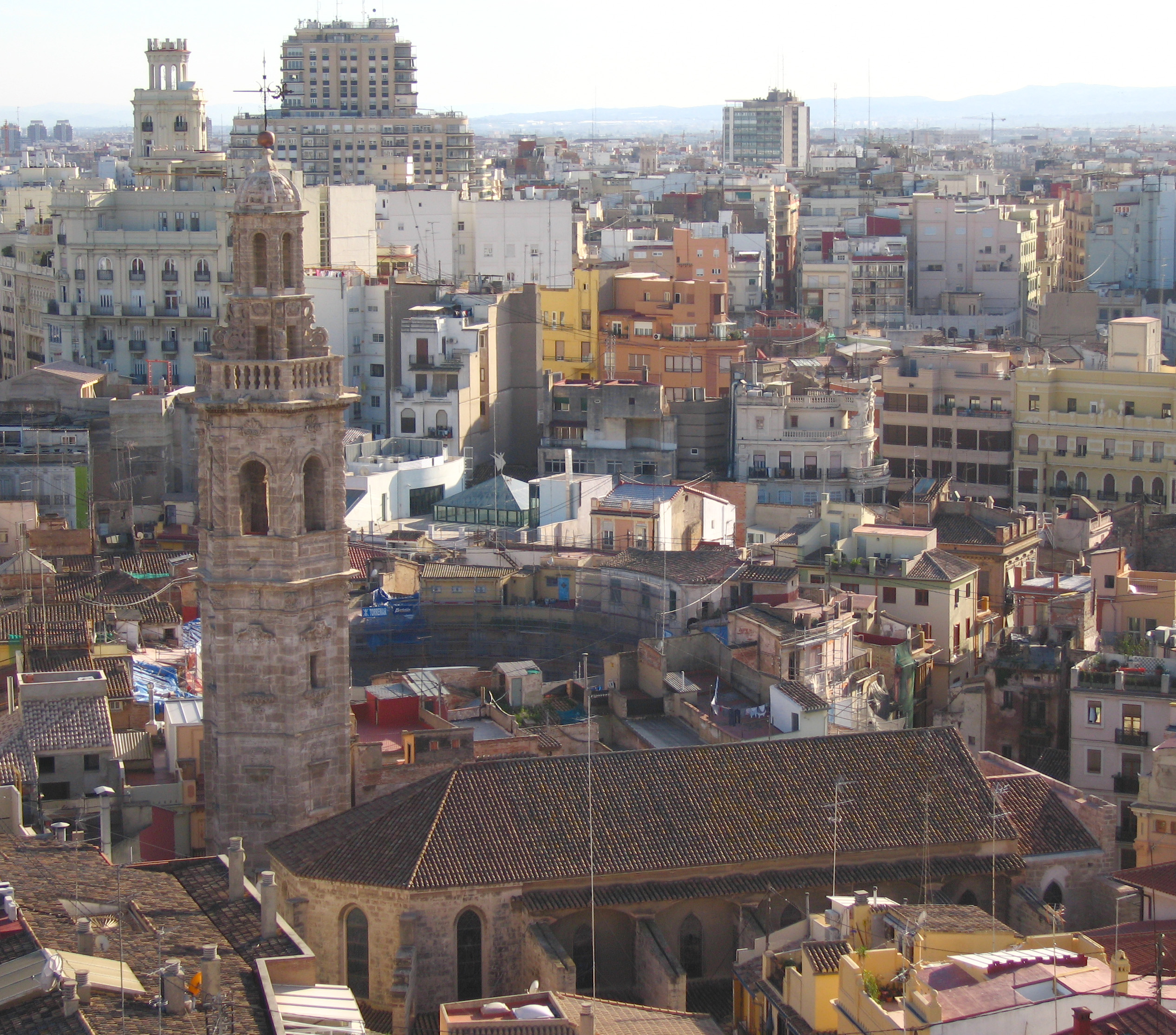
Vista de Santa Caterina des del Micalet

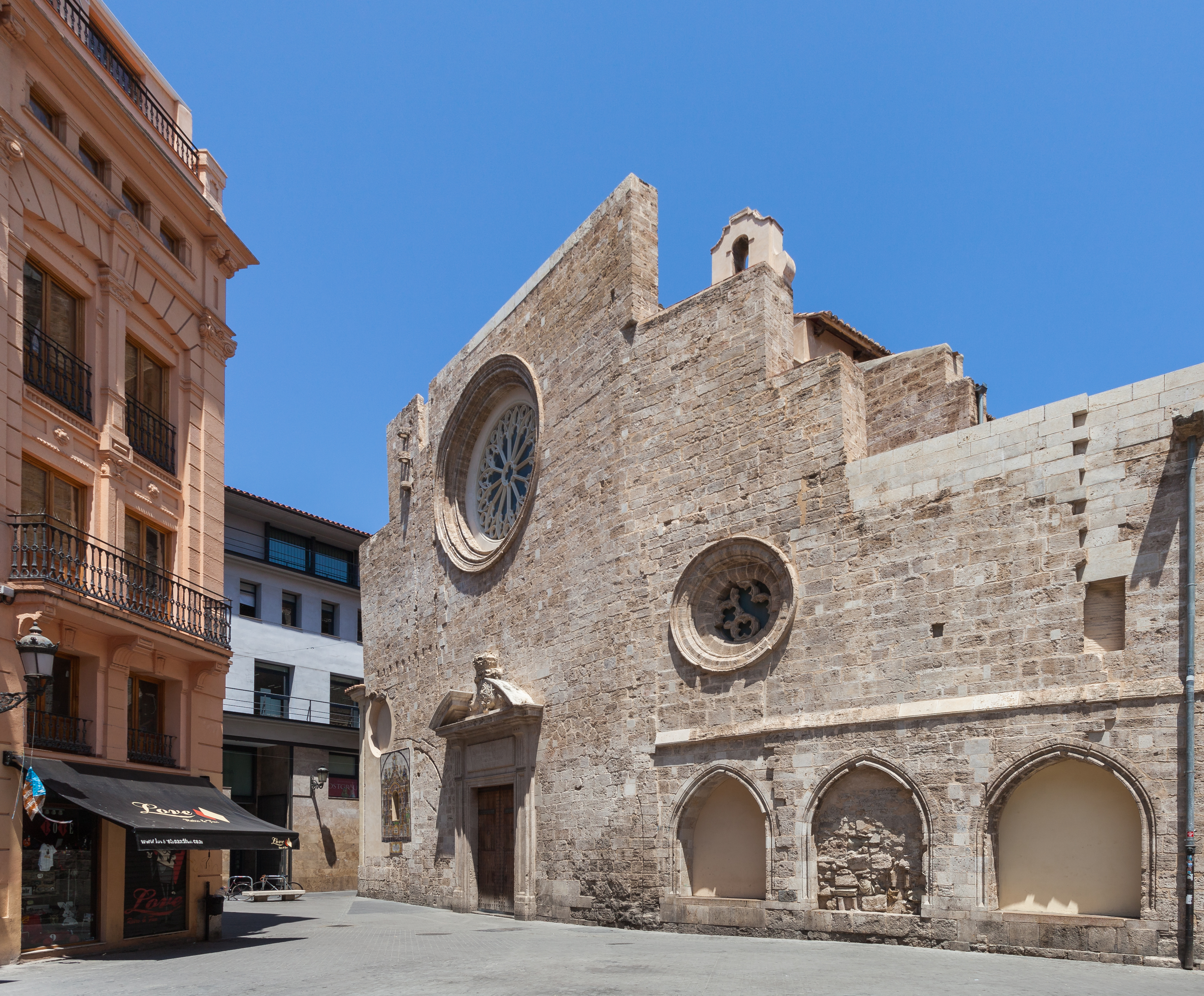
Façana de la plaça de Lope de Vega o de les Herbes

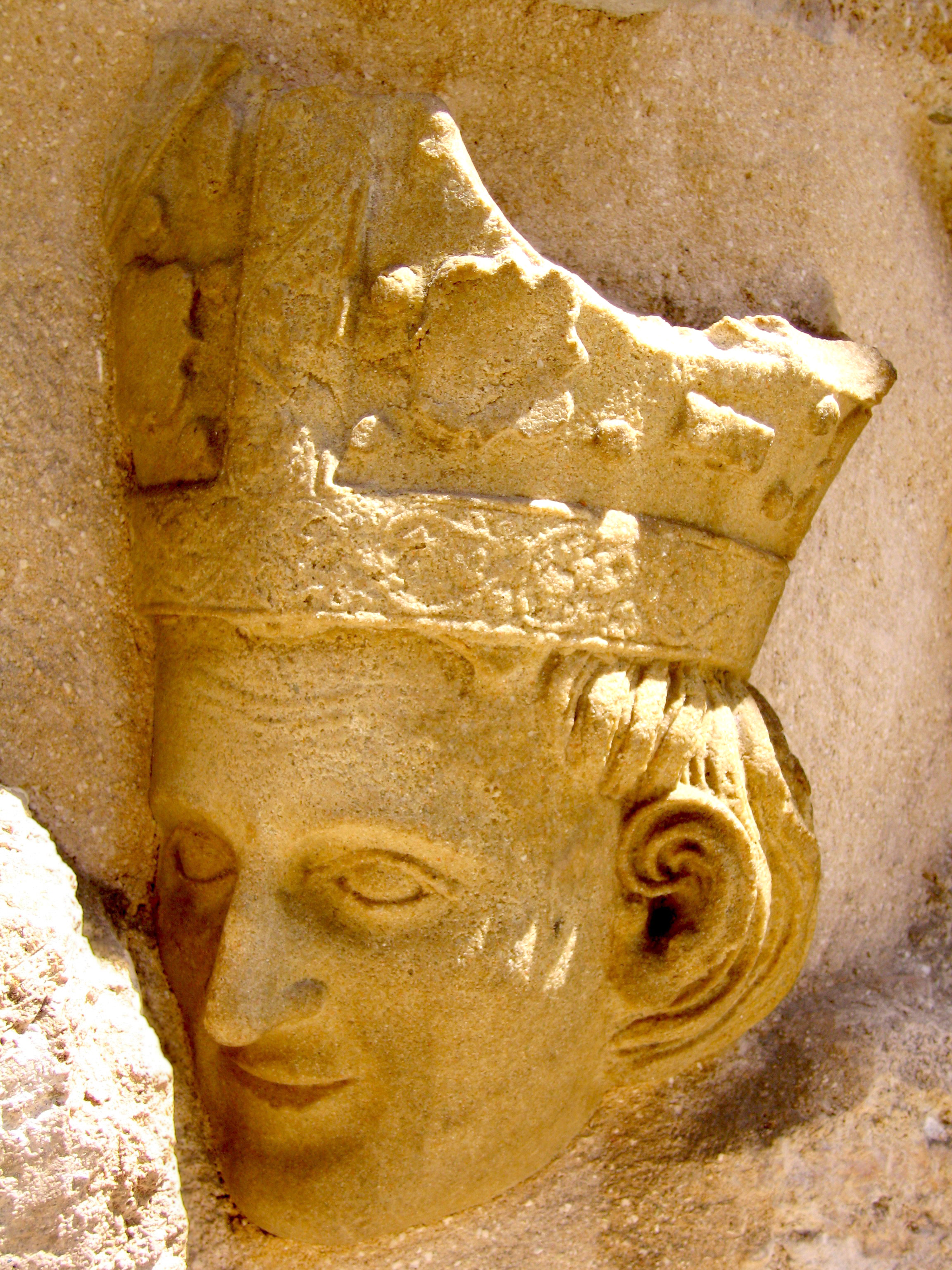
Cap de bisbe reblint un arcosoli

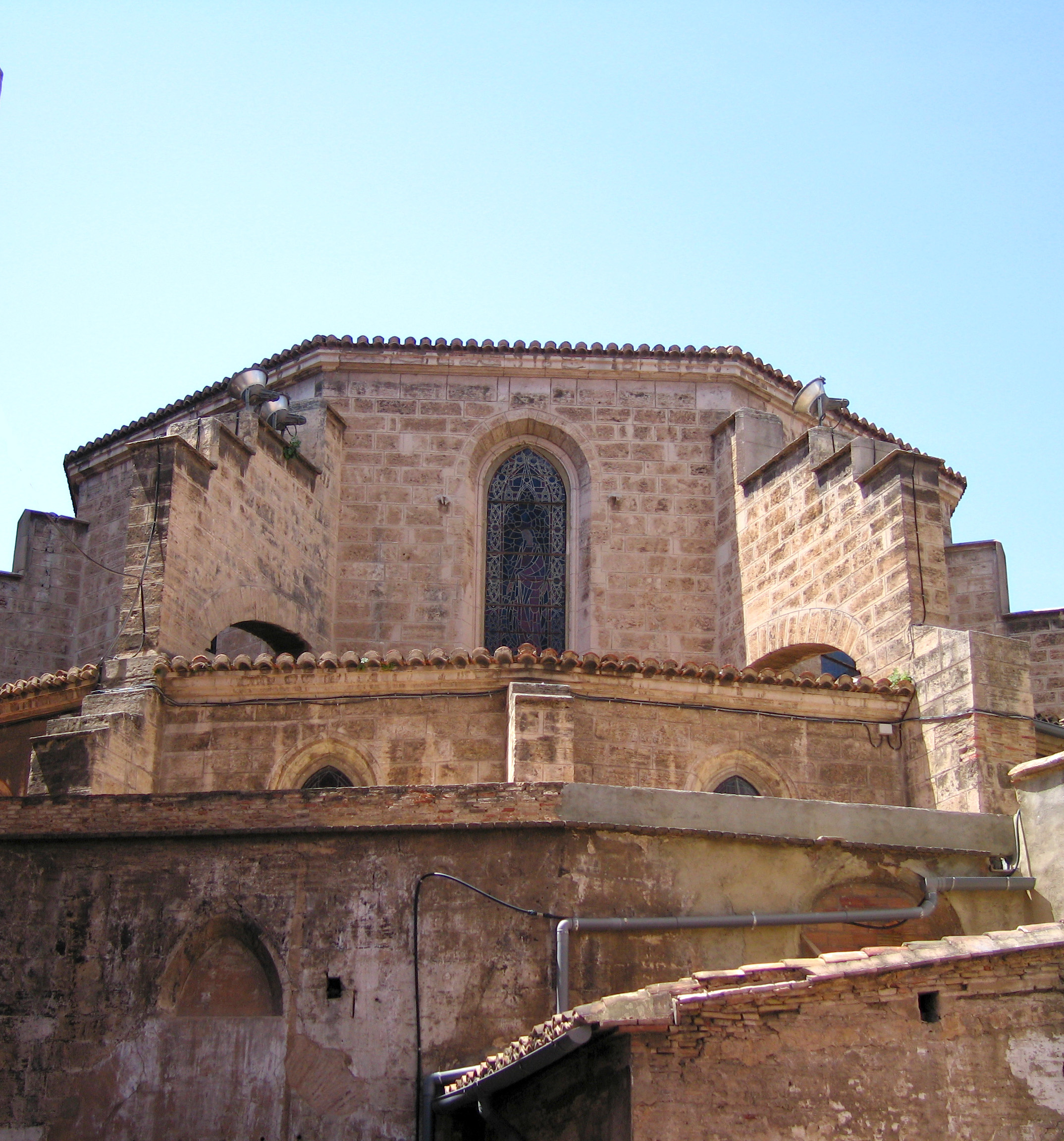
Vista efímera de l'absis durant unes obres

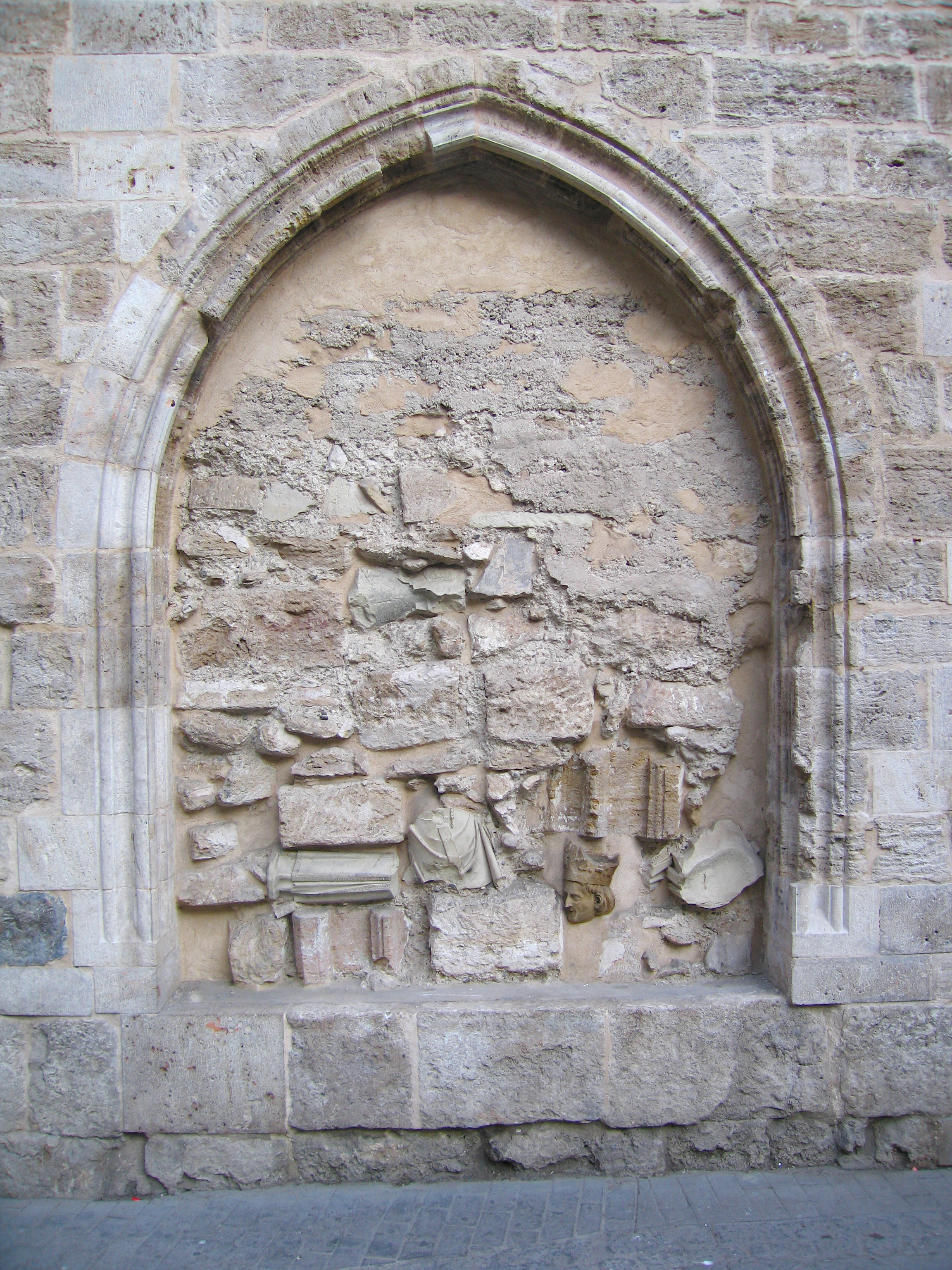

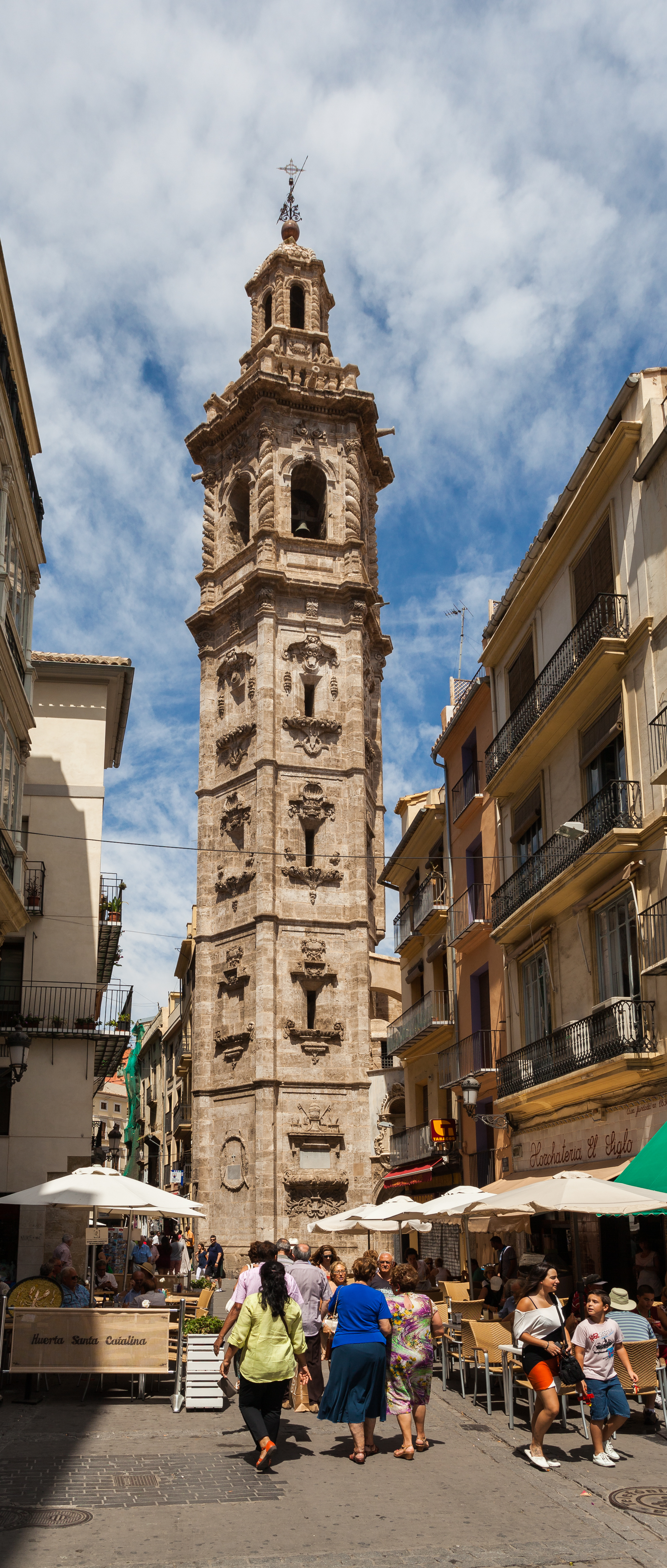

Santa Caterina és una de les esglésies gòtiques de la ciutat de València. És en l'entramat tortuós de la València medieval, al districte de Ciutat Vella i al barri de la Seu, sobre el solar on hi hagué una mesquita, sent únicament visible la façana que mira a l'antiga plaça de les herbes (en l'actualitat Lope de Vega), i la seua famosa torre campanar.
La capçalera i el costat dret de la nau de l'església estan completament envoltades per les cases circumdants, mentre que el costat esquerre resulta parcialment visible des del carrer de la Tapineria, el traçat desigual del qual queda tancat per un dels accessos laterals del temple.

## Història
L'antiga església parroquial de Santa Caterina Màrtir de València, igual que succeeix en la major part dels temples parroquials valencians, fou l'escenari d'una successió de múltiples experiències artístiques, superposades en un desig renovador; provocat tant per les calamitats, com per l'ímpetu i orgull col·lectiu dels parroquians que veien en la fàbrica del temple el reflex de la fama del seu espai territorial, capitanejat aquest cas pel gremi d'Argenters i Tapiners. En la seua fàbrica, pràcticament envoltada per cases de veïns, se succeïren experiències gòtiques, renaixentistes, barroques i neoclàssiques, moltes de les quals han desaparegut, tant per la incúria, com per les mal enteses restauracions. No obstant part d'aquestes expressions artístiques, encara que malmeses, encara romanen, com és el cas de la traça de la capçalera o el magnífic campanar, peça clau del barroc valencià.
Va rebre el nom de Santa Caterina en honor de la infanta Caterina, filla de Jaume I, qui després de la conquesta de la ciutat de València (1238) tractà d'estructurar l'espai urbà de València en parròquies, i per això va concedir la propietat de totes les mesquites i cementeris musulmans a l'arquebisbe de Tarragona, Pere d'Albalat, qui distribuí l'espai urbà en deu parròquies o demarcacions, entre les quals la de Santa Caterina. Aquesta demarcació no només era un instrument de cristianització i control eclesiàstic de la vida veïnal, sinó també un instrument administratiu i polític útil per al govern de la ciutat. De fet, el Consell Municipal (hui en diríem Ajuntament) estava format per representants triats entre les diferents parròquies de la ciutat.

### Inicis
La seua construcció s'inicia immediatament després de la conquesta cristiana de la ciutat, cap al 1245, sobre el solar d'una antiga mesquita, conformant un temple amb nau única i contraforts laterals entre els que s'ubiquen les capelles, amb probable capçalera poligonal d'escàs desenvolupament i campanar cúbic als peus, tal com pot observar-se a aquest últim punt en la vista de la ciutat d'Anton van der Wyngaerde de 1563. Característiques que no difereixen en gran manera de la resta d'esglésies parroquials de la ciutat construïdes al mateix temps. La capçalera és obra posterior, potser del segle xiv, tal com pareix donar testimoni una petita làpida commemorativa emplaçada fins a la reforma barroca del segle xviii al costat de la porta lateral de la Tapineria. De la inscripció d'aquesta làpida, transcrita pel pare Teixidor, es dedueix que el temple va estar en obres durant la centúria del tres-cents, presentant desgast en els caràcters de les desenes.
Aquesta nova capçalera, amb deambulatori i capelles radials aparellades és l'element més reeixit d'aquesta presumible ampliació, sent un reflex fidel de la construïda a la catedral, finalitzada en els últims anys de la centúria precedent i la influència de la qual sobre el gòtic meridional és de sobres coneguda. Aquest fet fa que la concepció espacial de Santa Caterina es distancie notablement del conjunt de les restants esglésies parroquials de la ciutat, que no se sumaran a aquesta nova tipologia catedralícia, conservant la nau única amb capelles laterals entre els contraforts, com de fet succeeix a totes les parròquies històriques de la ciutat, a excepció de la desapareguda de Sant Bartomeu, a la que se li agregarà el creuer en el transcurs de la reforma barroca de finals del segle xvii.
La capçalera claustral va ser concebuda per ser continuada en un ulterior desenvolupament tectònic del temple, conformat per tres naus amb capelles laterals entre contraforts. No obstant no s'optarà per construir-lo de nova planta, sinó per reformar la fàbrica preexistent, d'ací l'atrompetament del primer tram en contacte amb el deambulatori i la difícil conjunció tectònica de les naus laterals, per a l'execució de les quals s'hagué de buidar els antics contraforts, creant amb això greus problemes estructurals que duren fins a l'actualitat, ja que els estreps recolzen directament sobre els arcs faixons de la nau i no sobre arcbotants, com haguera sigut necessari. El propòsit de construir les naus laterals només s'aconseguirà al costat de l'epístola, desplaçant les capelles de forma una mica irregular. La nau lateral actual del costat de l'evangeli mai fou tal nau claustral i és fruit d'intervencions posteriors, sobretot la realitzada per Luis Gay en els anys 50 i 60.
Aquesta ampliació de la capçalera i la nau lateral dreta, també és perceptible en la diferent tipologia dels capitells i les bases, un poc més complexos que els primitius, que recauen a la nau central. La petita porta de la girola, emmarcada per un arrabà, també degué construir-se en aquest moment, igual que la rosassa dels peus. Els arcs ogivals de l'immafront, massissats per robustos carreus semblen ser arcosolis funeraris, semblants als de l'església de Sant Joan del Mercat i no a la seu del Tribunal del Mostassaf. Aquest tribunal va estar instal·lat fins al 1594 a l'esquena de la capella de la Mare de Déu de la Pau, l'espai de la qual serà ocupat posteriorment per la sagristia de la dita capella, demolida el 1714. A la part superior de la façana encara es conserva la mènsula i les dues anelles on es mantenia subjecta la bandera que iniciava la constitució del tribunal.
El 1472 la volta de la capçalera es trobava en molt mal estat, constatant-se per part de la Junta Parroquial que amenaçava ruina i que s'havien de refer davant el seu deplorable estat. Davant aquesta urgent necessitat, Lluís Boïl proposa «de sos béns redificar o obrar e cobryr lo dit cap e capella de la dita esglesya de pedra picada com de present […] e o tota la volta o cuberta sia de rejola e so volia e entenia pitor so a ses despeses e fer pintar dita capella o volta de aquella com la capella del cap de la seu y les finestres de ditta capella quarnyr de vidrieres […] e acabar lo dit pahiment de la dita església de loses o pedres blaves», demanant en contraprestació el dret de sepultura en la referida capella major, on faria ostentació de les seues armes. Proposició aquesta que seria aprovada, després de superar algunes recances d'alguns parroquians que no veien amb bons ulls que un particular assumira el protagonisme d'un espai tan emblemàtic.

### Segle XVI
La reedificació de les voltes de la capçalera, de la qual no es té constància documental precisa, es degué prolongar més del previst, ja que la consagració de la capella major no es produí fins al 7 de maig de 1536. No sabem si la reedificació de les voltes va suposar un nou procés ornamental, on el fet pictòric assumira un paper protagonista, com fa referència explícita la proposta de Lluís Boïl; en tot cas és una primerenca mostra de l'assimilació del gust renaixentista, iniciat per Francesco Pagano i Paolo de San Leocadio a la capella major de la catedral.
Una constatació documental precisa d'aquesta empremta renaixentista es dona el 1525 en les obres de renovació de la capella de la Mare de Déu de la Pau, una de les devocions amb més arrelament a la ciutat, els paraments de la qual foren pintats al fresc pel mestre Jordi Oliver, amb qui firma el contracte la parròquia el 12 d'agost de 1525. Renovació pictòrica plenament renaixentista on es mostren «los camps a la romana» i destaca per la profusió de grotescos i canelobres, entre plements donats de lapislàtzuli i nervis daurats, en consonància amb altres capelles renaixentistes d'aleshores, com és el cas de la capella de Tots Sants de la cartoixa de Portaceli (1512), o les desaparegudes del Palau de la Generalitat (1511-1515) i de la Casa de la Ciutat (1517).
Els problemes estructurals derivats del buidatge dels contraforts començaren a fer-se evidents en 1529. En aquesta data, l'obrer de la vila, Joan del Poyo ha de recalçar un pilar que amenaçava ruïna. Cinc anys més tard serà renovat el paviment amb lloses de «pedra blava», establint-se el contracte amb el picapedrer Pedro Real, cosa que indica que la intenció de Lluís Boïl de pavimentar la resta de l'església en 1472 no es va dur a terme en la seua totalitat.
El 29 de març de 1584 l'església va sofrir un paorós incendi, provocat per les lluminàries del monument del Dijous Sant, destruint retaules i ornaments de la pràctica totalitat de les capelles. No obstant això, aquest succés no va afectar de forma significativa a la fàbrica del temple, ja que als pocs dies de l'incendi es va reobrir al culte. Aquest fet donarà lloc a un nou procés ornamental, iniciat amb la construcció del nou retaule major, «obra insigne en composición» segons Antonio Ponz, on va participar Joan Munyós, autor de la talla de santa Caterina; el pintor Francesc Ribalta, autor de les pintures i Sebastià Saidia, qui va fer la dauradura. Anteriorment, el 1606, Ribalta havia contractat l'execució del retaule de Sant Eloi del gremi d'Argenters, part de les seues pintures es conserven a la parròquia de Sant Martí i a la col·lecció Bankes, en el contracte del qual es demanava que imitara les taules de Macip.
A la reconstrucció dels retaules, primera exigència del decòrum contrareformista, seguirà la renovació de la capçalera, ennegrida a causa del referit incendi de 1584, es tancaren els arcs que delimitaven l'àmbit de la capella major, on es col·locaren els orgues. En aquest moment degué efectuar-se una renovació ornamental de cert caire protobarroc, que preludia la feta posteriorment a la capella major de la catedral (1671-1688). Així mateix es construeix els reresagari, seguint la mateixa disposició en altura que el de la catedral, amb capella inferior renfonsada.

### Reforma barroca
La reforma barroca de la resta del temple no es produirà fins al 1740. Segons les actes de la Junta Parroquial de l'església estava «tan denegrida y fea por la transpelación de las aguas que han ocasionado el estado deplorable en que se halla y más en vista de estar todos los templos de esta ciudad reedificados y compuestos». Davant aquesta situació es determina renovar el cos de la nau, contractant-se l'obra amb l'aleshores mestre obrer Felip Rubio per un muntant de 1569 lliures. El revestiment, que també preveia la reparació de les cobertes, s'executà dins del cànons d'un barroc cosmopolita, caracteritzat per la solidesa de l'ordre, amb grans semicolumnes corínties que sustenten un potent entaulament corregut, el fris del qual està decorat amb trofeus de l'església, eco evident de la portada dels Ferros de la catedral. Tot aquest conjunt, de to blanquinós i pronunciats cops de talla en els marcs de les finestres, va estar dominat per una gran claredat compositiva, semblant en gran manera a la desenvolupada de forma paral·lela a la veïna església de Sant Martí. A l'exterior només es veurà afectada la portada del carrer Tapineria, composta seguint les regles d'un sever ordre toscà sense intencions decoratives. Finalment, se cegà la rosassa, els òculs i els arcosolis dels peus, els quals arcosolis es van tapiar amb diverses peces gòtiques, com ara fragments d'una escultura del cap d'un bisbe, que després de la restauració del 2005 és ben visible.
D'aquest espai barroc, després dels fets de la Guerra Civil i la discutible intervenció de postguerra, només resta la petita capella de la Comunió, on es conserven als seus laterals dos retaules de maçoneria on s'ubiquen les escultures de sant Vicent Màrtir i sant Llorenç, obra en guix d'excel·lent factura, atribuïbles a Ignasi Vergara. Les pintures del closca, una mica tosques i desdibuixades per les filtracions d'aigua són obra del pintor Juan Collado. Es conserva, traslladat però a la capella de la comunió de l'església de Sant Martí, el retaule del gremi d'Argenters, obra de l'escultor Luis Domingo, i materialitzat pel que fa a la tasca de picar la pedra pel mestre Jose Pons entre els anys 1751 i 1755.
L'última renovació del temple, en aquest cas acadèmica es produeix l'últim quart de segle xviii, moment en què, per tercera vegada consecutiva, es renova la capella major, amb un nou retaule amb pintures de Camarón. Així mateix es renova la sagristia, d'elegant factura i cuidats capitells miquelangelescs, el volum de la qual actualment està dividit en dues altures. Completa la renovació acadèmica la severa portada dels peus, de llinda i coronada per un frontó partit, sustentat per un peculiar entaulament en el que roman gravada una inscripció llatina al·lusiva a la present restauració del temple el 1785. Així mateix serà regularitzat el mur lateral del carrer de la Tapineria on s'obria l'antic pou de sant Llorenç.

### Segle XX
El 1902 l'antiga església de Santa Caterina va perdre la seua condició de parròquia, traslladant-se aquesta advocació i gran part del seu patrimoni moble a l'església de l'antic convent de Sant Agustí, on encara se'n conserva una part, com la custòdia del segle xvi, o les casulles mossàrabs repartides entre l'ajuntament de València, dipositades al monestir del Puig, o els llenços i el retaule marmori del gremi d'Argenters que custodia l'església de Sant Martí. L'església només conserva una talla de pedra de l'Anunciació de mitjans del segle xv, apareguda emparedada en el transcurs de les obres de l'última restauració.
L'any 1936 durant la Guerra Civil l'església fou incendiada i saquejada, desplomant-se bona part de la volta i danyant la decoració interior. Després del conflicte es va iniciar un controvertit procés de reconstrucció, executat en un primer moment per l'arquitecte diocesà Vicent Traver, a qui succeirà l'arquitecte de la Direcció General de Regiones Devastadas, Luis Gay. A aquest es deu la major part de l'obra realitzada entre els anys 1940 i 1960. i que hui podem observar-hi: suprimí la decoració barroca, consolidà l'estructura, sanejà les voltes, construí l'actual façana interior i pavimentà el terra. Aquestes intervencions només es tingueren en compte uns pretesos valors gòtics, eliminant el revestiment barroc i neoclàssic, que hagueren sigut perfectament assumibles. Aquesta actuació és més que censurable, i a això s'afegeix la falta de rigor en la reinterpretació de la fàbrica mosaica, intentant perfeccionar l'estil gòtic al mode de Viollet-le-Duc, encara que d'això es desprengués una discutible restitució, menyspreadora envers el procés constructiu del temple. És un exemple de les repristinacions dels anys cinquanta i seixanta, responsables de la destrucció d'una part significativa del patrimoni arquitectònic valencià com són els revestiments barrocs i neoclàssics.
Santa Caterina disposa de tres portes: una a la plaça de Lope de Vega, una altra al carrer de la Tapineria i una tercera, sota el campanar, a la plaça de santa Caterina, sobre la qual hi ha una fornícula barroca el bust de la santa titular.
Al costat esquerre de la façana hi ha una capelleta amb taulellets sota l'advocació de la Mare de Déu de la Pau. Dins l'església, la primera capella a la dreta segons hom entra pels peus de l'església, és la que va fundar Arnau Valleriola, el financer més important de la València del segle xiv.

## Campanar
Capítol destacat en l'esdevindre històric de l'església és la construcció del nou campanar entre els anys 1688 i 1705. Inicialment es va contractar pel mestre picapedrer Valero Vinyes, però fou construït quasi en la seua totalitat pel seu germà Joan Baptista (aquest també va realitzar l'ampliació de l'església de l'Assumpció de Vinaròs), el nom del qual apareix gravat en la làpida commemorativa del primer cos de la torre. No obstant no coneguem certament qui fou el tracista del campanar, encara que tot sembla indicar que segueix la manera de fer de Juan Pérez Castiel, presentant certes semblances en el tractament ornamental de les finestres d'aquest mestre, com és el cas dels nínxols torals de la capella de santa Bàrbara de l'església de Sant Joan de l'Hospital. En la seua fàbrica, de base hexagonal i ressalts angulars de cert eco mosaic, es conjuga la tradició constructiva de principis de segle xvii, representada pels campanars de Quatretonda i Benigànim, acabats en 1606 i 1616 respectivament, junt amb el decorativisme barroc de l'últim quart del segle xvii. Fet insòlit que el converteix en l'exemple més destacat d'aquest tipologia. Les campanes es van fondre a Londres per Richard Phelps en 1729.
És considerada com una de les torres barroques més originals de l'arquitectura hispànica. És de planta hexagonal i mostra cinc pisos a través del recurs de modulacions horitzontals. La seua major riquesa decorativa la trobem en el tram superior. Allí els ressalts dels angles apareixen en forma de columnes salomòniques semiincrustades. El conjunt finalitza amb un templet cobert per un xicoteta cúpula de pedra picada en forma d'escata de peix, amb columnes salomòniques i grans volutes a manera de contraforts que l'uneixen al cos de les campanes. Sobre la cúpula i com a rematada, una bola que representa al globus terraqüi i un penell amb els símbols de la santa permeten atènyer els 56,12 m d'alçària.